# Algoritmo di Tison
L'algoritmo di Tison è un algoritmo che permette la riduzione e la semplificazione di funzioni logiche per la determinazione della somma minima.
Si compone dei seguenti passi:
1. Si elencano le variabili bivariate della funzione,
2. Si calcolano i consensi rispetto ad ogni variabile bivariata presente e si sommano alla funzione in esame,
3. Si semplifica (se possibile) la funzione ricavando la forma minima.